# Пожарный рукавный автомобиль

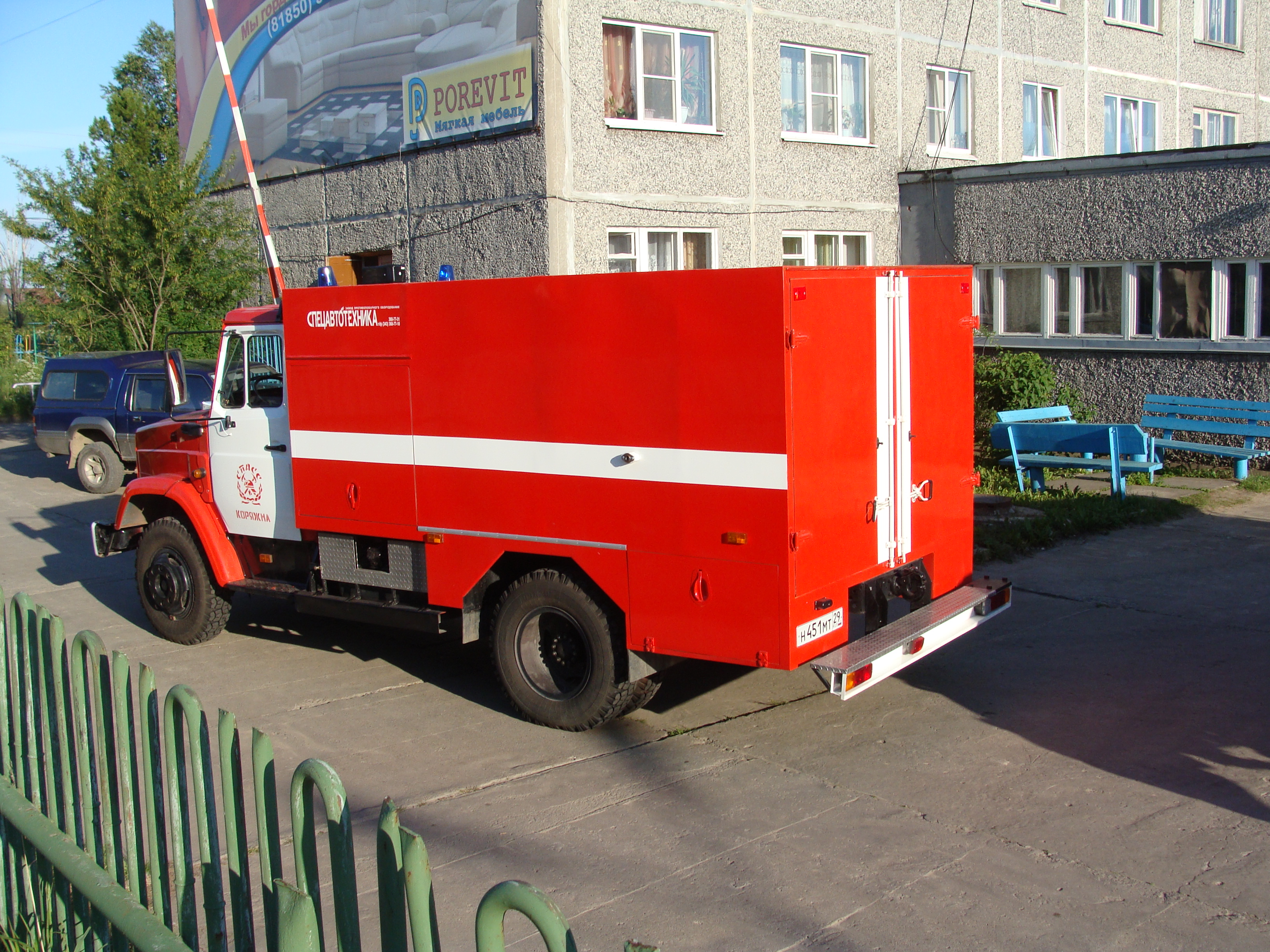
Рукавный автомобиль АР-0,8/1,2-3(433362) 032 ПВ

Пожарный рукавный автомобиль — пожарный автомобиль, предназначенный для транспортирования пожарных рукавов и механизированной прокладки и уборки магистральных рукавных линий, тушения пожаров водяными или воздушно-пенными струями с помощью стационарного или переносных лафетных стволов.
Рукавный автомобиль предназначен для доставки к месту пожара личного состава и пожарного оборудования. Применяется для прокладки магистральных рукавных линий на большие расстояния, обеспечивает участвующие в тушении подразделения рукавами различного диаметра. Имеет приспособления для механизированной уборки рукавов.
Рукавные автомобили используются для обеспечения подачи большого количества воды на значительные расстояния, они используются только при тушении крупных пожаров. Применяется только совместно с пожарными (или другими) насосными станциями, автомобилями насосно-рукавными и автоцистернами.
Существуют рукавные контейнеры для использования пожарно-спасательными автомобилями контейнерного типа.

## История

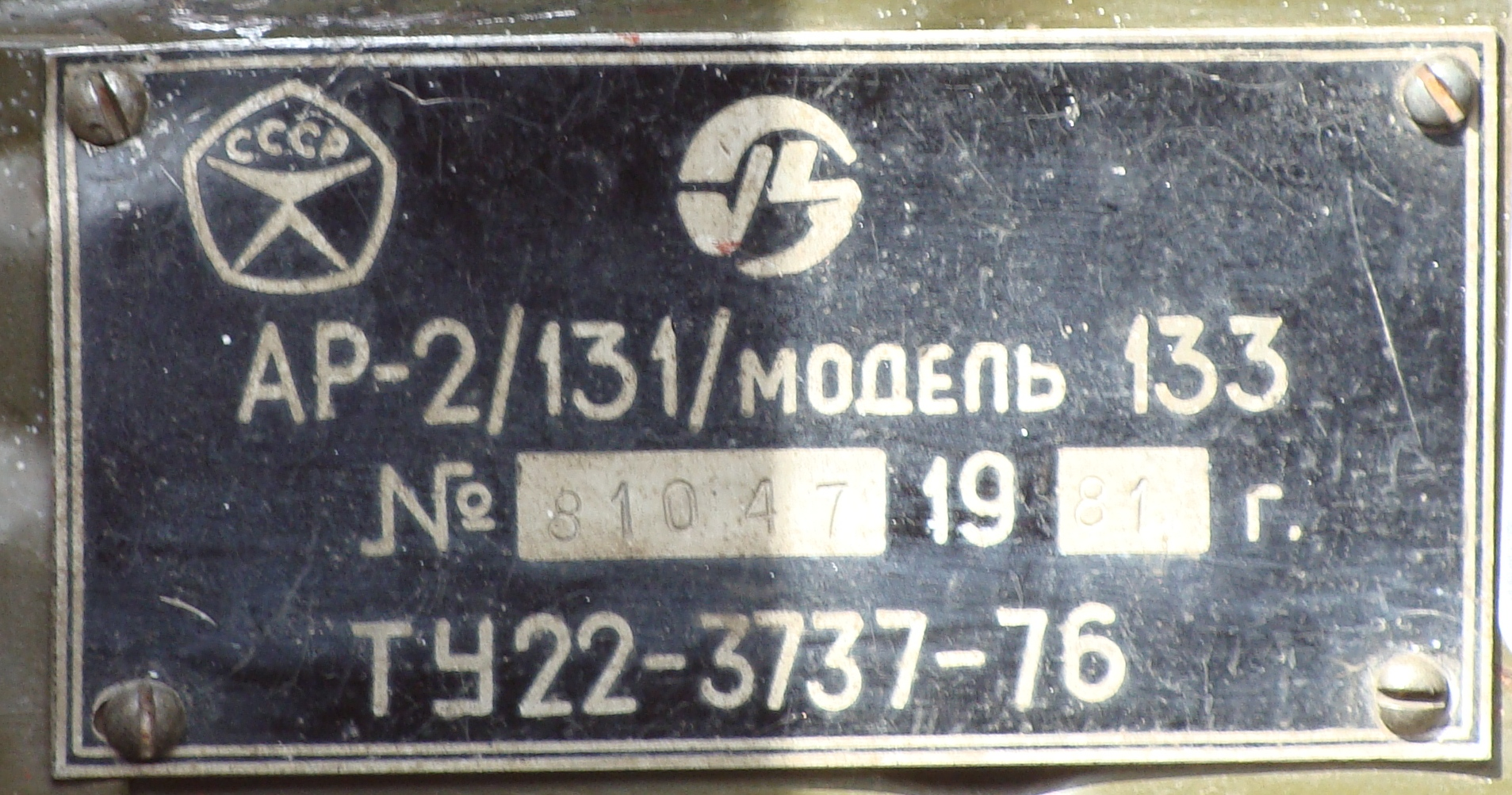
Табличка рукавного автомобиля АР-2 выпуска 1981 года

История рукавных автомобилей началась в 1920-х годах. Они появились в крупных гарнизонах пожарной охраны — Московском и Ленинградском. Идея их постройки появилась, так как на крупном пожаре требуемый запас рукавов не может быть обеспечен основными автомобилями прибывающих подразделений. Их решили доставлять к месту вызова специальным транспортом. Первоначально это были простые прицепы, затем появились переоборудованные грузовые автомобили для перевозки рукавов или запасных рукавных катушек. В комплект пожарно-технического вооружения моделей, используемых во время войны входили редкие у современных пожарных предметы снаряжения — бронещиты. Они использовались для прокладки рукавных линий под обстрелом.
Работа рукавных автомобилей при тушении пожара на текстильной фабрике в блокадном Ленинграде описывается в книге «Огонь в кольце»:

Начальник штаба быстро обошёл кругом горящего корпуса. Молодец Рыжев: уже проложены ходом рукавных автомобилей магистральные линии. Это немало, порядка четырёх километров. И все в считанные минуты. Подумать страшно, сколько бы заняла времени прокладка их вручную, сколько бы было потеряно времени при развертывании подразделений. Теперь же можно подключать все новые и новые стволы к атаке на огромный костер, пылающий внутри пятиэтажного здания.

Лишь в 1950-е годы на шасси ЗИС-150 создаются специально оборудованные рукавные хода.
Одной из первых моделей рукавных автомобилей серийно производимых Прилукским заводом был ПРМ-43 на шасси ЗИС-151. Он имел цельнометаллический кузов-фургон, в котором вывозилось 2500 метров рукавов. После эксплуатации ПРМ-43 в пожарных частях и обнаружении недостатков модели, завод разработал новую конструкцию кузова, который начали устанавливать на ЗИЛ-157К.
Модель получила название АР-2 (157К) 121.

## Модели рукавных автомобилей

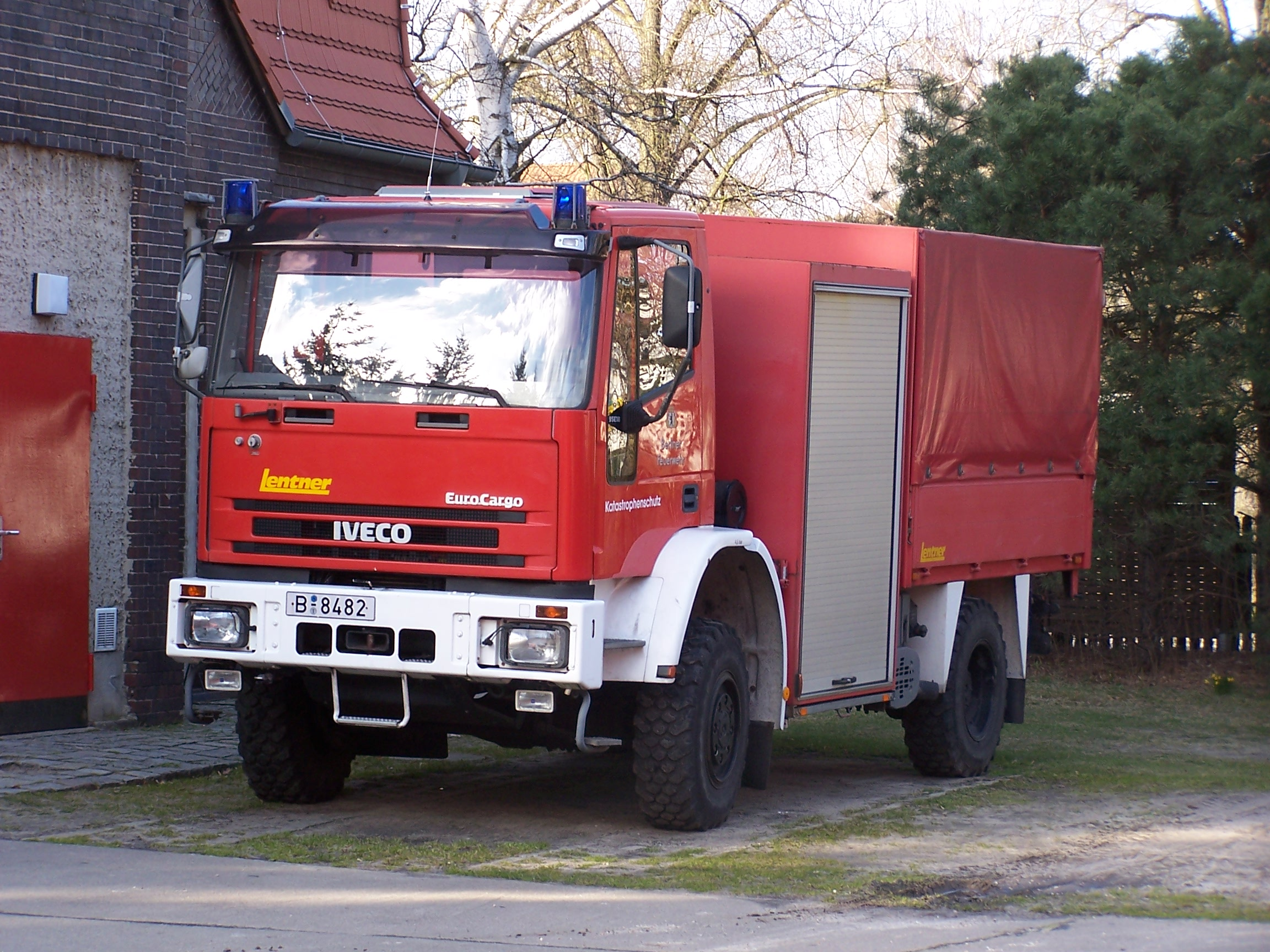
Рукавный автомобиль немецкого производства Schlauchwagen SW2000 Tr

- АР-2 (ЗИЛ-131)
- АР-2 (Урал-5557)
- АР-2 (КамАЗ-43101)